# 高井和大
高井 和大（たかい かずひろ、昭和17年〈1942年〉 - 令和3年〈2021年〉11月13日）は、昭和時代から令和時代にかけての日本の神職。貴船神社宮司。

## 生涯
1942年（昭和17年）、大阪市住吉区に生まれる。
1961年（昭和36年）、熱田神宮神職養成所を卒業。1968年（昭和43年）、國學院大學文学部国文科を卒業。
はじめ生田神社に奉職していた。神社新報社記者、神社本庁録事・主事・参事を経て、1987年（昭和62年）に神社新報社編輯長に就任した。
1992年（平成4年）5月、貴船神社宮司に就任。2011年（平成23年）3月には京都洛北・森と水の会を発足させ、その会長に就いた。その他に神社本庁研修委員、京都府神社庁理事、神道政治連盟京都府本部副本部長、京都古事の森育成協議会会長、貴船観光会会長も務めた。
2021年（令和3年）11月13日、下京区にある病院に於いて、79歳で帰幽した。通夜祭は2日後の15日に、告別式はその翌日（16日）に執り行われた。和大が務めていた貴船神社宮司職は同社禰宜で長男の大輔が12月1日付で継承した。

## 著書
- 『歴史的仮名遣ひのすすめ』神社本庁研修所、1989年。
- 『水と森とお米の国：水を司る神様・貴船神社の宮司が語る日本人の自然観』日本政策研究センター、2019年。ISBN 978-4-902373-59-2。

## 出演
- 『船越英一郎 京都の極み』第3回「縁結び」（2015年10月25日、BS日テレ）
- 『ごりやくさん』第45回「貴船神社」（2020年10月26日、京都テレビ）

## 系譜
- 長男：高井大輔[3]